# Голубівка (Нікопольський район)
Голубі́вка — село в Україні, у Нікопольському районі Дніпропетровської області. Входить до складу Першотравневської сільської громади. Населення — 37 мешканців.
Колишній орган місцевого самоврядування — Криничуватська сільська рада. 

## Географія
Село Голубівка знаходиться на відстані 0,5 км від села Зелене і за 1,5 км від села Довгівка. По селу протікає пересихаючий струмок з загатою. Поруч проходять автомобільні дороги Т 0435 і Т 0432.

## Історія
12 червня 2020 року, відповідно до розпорядження Кабінету Міністрів України № 709-р від «Про визначення адміністративних центрів та затвердження територій територіальних громад Дніпропетровської області», увійшло до складу Першотравневської сільської громади.
19 липня 2020 року, в результаті адміністративно-територіальної реформи і ліквідації Нікопольського району (1923—2020), село увійшло до складу новоутвореного Нікопольського району.

## Населення

### Мова
Розподіл населення за рідною мовою за даними перепису 2001 року:
| Мова       | Кількість | Відсоток |
| ---------- | --------- | -------- |
| українська | 32        | 86.49%   |
| російська  | 5         | 13.51%   |
| Усього     | 37        | 100%     |